# 3e bataillon de chasseurs à pied
Le 3e bataillon de chasseurs à pied était une unité d'infanterie de l'Armée française.

## Création, villes de garnison
- mai 1840 : création des 10 premiers bataillons de chasseurs par le duc d'Orléans.
- 1841 : Alger
- 1848 : retour en France
- 1871 : Besançon
- 1893 : Saint-Dié, caserne Kellermann.

- 1920 : Trèves puis Düsseldorf, Kreuznach (Allemagne)
- 1929 : dissolution
- 1939 : recréation à Mailly
- 1940 : dissolution
- 1949 : recréation à Rastadt (Allemagne)
- 1955 : dissolution

## Historique
Le 3e bataillon de chasseurs à pied a combattu pendant les Première et Seconde Guerre mondiale.

## Refrain
« V'la l'troisième, v'la l'troisième qui rapplique au galop !

V'la l'troisième, v'la l'troisième qui rapplique sac au dos ! »
Autres versions parmi les hommes de troupe :
« Au troisième bataillon, l'ordinaire n'est pas bon !

Au troisième bataillon, l'ordinaire n'est pas bon ! »

## Drapeau du bataillon
Comme tous les autres bataillons de chasseurs ou groupes de chasseurs, il ne dispose pas de son propre drapeau. Il n'existe qu'un seul drapeau pour tous les bataillons de chasseurs à pied et de chasseurs alpins, lequel passe d'un bataillon à un autre durant la campagne 1914-1918. En revanche chaque bataillon possède son propre fanion.

## Chefs de corps
- 1840 : chef de bataillon Camou
- 1842 (janvier-août) : chef de bataillon Bisson
- 1845 : chef de bataillon Emmanuel Roërgas de Serviez
- 16 janvier 1850 : chef de bataillon Louis Médéric Georges Frédéric Henri Éloi Eugène Duplessis (1815-1878)
- 1905 : chef de bataillon Jean Marie Emmanuel Henri de Vassart d'Andernay (1857-1926)
- 1914 : commandant Reneaud[1]
- 1914 - 1915 : commandant Madelin[2]
- 1915 - 1916 : commandant Pineau
- 1916 : commandant Tournès
- 1916 - 1917 : commandant Tixier
- 1917 : commandant Beaugier
- 1917 : commandant Derougemont
- 1918 : commandant Quilliard

## Chronologie

### La monarchie de Juillet
Les 10 bataillons de chasseurs prennent le nom de « chasseurs d'Orléans » à la suite de la mort du duc d'Orléans en 1842.
- 1841 : expéditions de ravitaillement à Blidah, Médéa et Miliana (avec les 6e et 10e bataillons de chasseur)
- 1842 : combats contre les Beni-Menacer
- 1843 : expéditions dans l'Ouarsenis avec le 6e bataillon de chasseurs à pied
- 1847 : expéditions de pacification en Kabylie, avec le 10e bataillon de chasseurs à pied

### Le Second Empire et laIIIeRépublique
Les bataillons de chasseurs d'Orléans prennent l'appellation de « bataillons de chasseurs à pied », (arrêté du 7 mai 1848)
- Le 3e bataillon rentre en France en mars 1848.

En 1850, le régiment est en garnison à Paris et son dépôt est à Douai.

#### Guerre de Crimée
- 1854 : débarquement à Gallipoli avec les 1er, 5e, 9e et 19e BCP

Bataille de l'Alma (20 septembre 1854)
Bataille d'Inkermann (5 novembre 1854)
Siège de Sébastopol (1854 - 1855), attaque des avancées de Malakoff (Ouvrages Blancs et Mamelon Vert) (7 juin 1855)

#### Guerre d'Italie
- 1860 - 1865 : occupation des États pontificaux

#### Guerre franco-prussienne 1870
- 1870 : au camp de Châlons avec le 2e corps d'armée.

6 août : le 3e BCP participe activement à la défense de Stiring au sein du 2e Corps de l'armée de Lorraine.
16 août : bataille de Rézonville
octobre : formation à Rennes d'un 3e bataillon de Marche de chasseurs à pied - appartient au 16e corps d'armée (général Chanzy)
7 novembre : combat de Vallière
1er décembre : combat de Villepion (Bataille de Loigny)
14 décembre : combat de Morée
- 1871 : à la paix, le 3e BCP se reconstitue à partir ce qui reste des deux bataillons de guerre et tient garnison à Besançon.

### 1870 à 1914

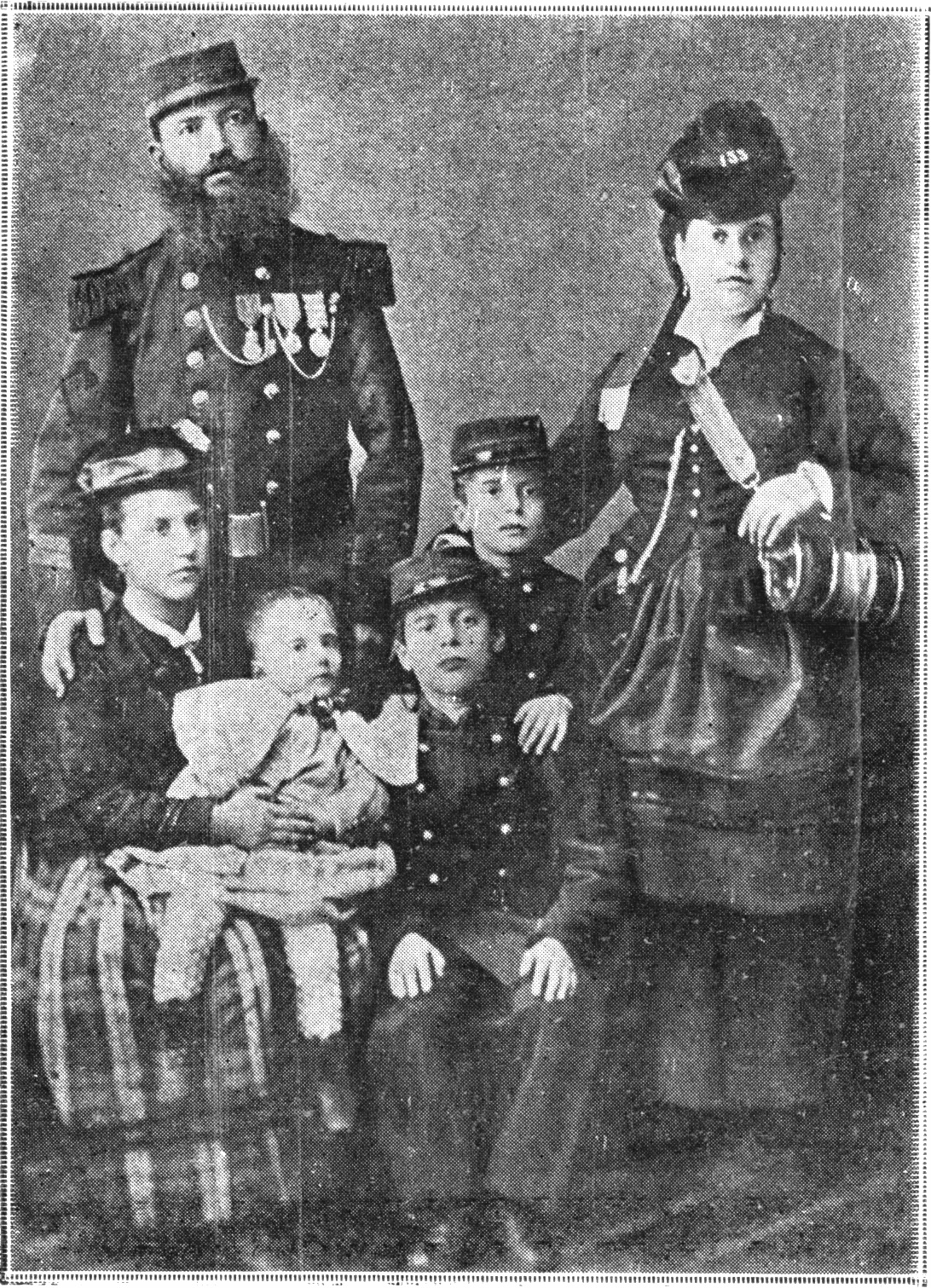
Mme Gombert, ancienne cantinière de la guerre de 1870 revêtue de son uniforme, avec son mari, soldat au 3e bataillon de chasseurs à pied, prise quelques années après la guerre.

- 1893: Arrivée du 3e BCP à Saint-Dié.

### La Première Guerre mondiale

#### 1914
- 31 juillet - 11 août : Vosges, opérations de couverture à la frontière, combat de Provenchères-sur-Fave (10 août).
- 12 août - 5 septembre : offensive sur la Haute vallée de la Bruche

14 août : combat de Saint-Blaise-la-Roche
19 - 20 août : combat de Vallerysthal
25 août - 4 septembre : bataille du col de la Chipotte
- 8 septembre - 4 octobre :

Bataille de la Marne
Suippes
Souain (14 au 21 septembre) -
Combat de Prosnes (27 au 28 septembre)
- 5 octobre - 1er novembre : déplacement de Châlons-sur-Marne à Saint-Pol,

1re campagne d'Artois,
Carency,
Neuville-Saint-Vaast,
Ablain-Saint-Nazaire
- 1er novembre- 6 décembre : Belgique, Mêlée des Flandres (secteur du Mont Kemmel, Vulvergheim, bois de Vormezelle
- décembre : 2e campagne d'Artois - secteur de Notre-Dame-de-Lorette

#### 1915
- janvier - décembre : 2e campagne d'Artois

secteur des Ouvrages Blancs, fond de Buval
Repos à Barlin
bois Carré, Souchez, bois en Hache

#### 1916
- janvier : dans la Somme, Baudricourt,
- février : repos, instruction camp de Saint-Riquier
- 6 mars - 12 avril : Verdun fort de Regret, défense du Fort de Vaux - repos caserne de Bevaux et à Belleray
- 18 avril - 12 août : Champagne, Soyécourt, secteur de le Mesnil-lès-Hurlus
- 13 août : instruction camp de Crèvecœur-le-Grand, Bataille de la Somme
- septembre : repos à Abbeville-Saint-Lucien, Bataille de la Somme, secteur Soyécourt
- octobre - décembre : Bataille de la Somme sucrerie de Génermont, Harbonnières
- 23 décembre : repos à Pussey, instruction camp de Villersexel, travaux région de Belfort

#### 1917
- janvier - avril : travaux région de Belfort
- mai : repos région de Soissons
- 18 mai - 31 octobre : Bataille du Chemin des Dames, Moulin de Laffaux
- novembre - décembre : les Vosges, Saint-Dié, le Ban-de-Sapt

#### 1918
- janvier - février : secteur Vosges
- mai : camp d'Arches
- 17 mai] - 10 juin : Oise, Aisne
- juin : repos Senlis, camp de Châlons
- 17 juin - septembre : Seconde bataille de la Marne- Bataille défensive de Champagne
- 25 septembre - 6 octobre : Offensive de Champagne
- octobre - novembre : repos, Bataille de Saint-Quentin
- novembre : repos à Condé-sur-Suippe, Montigny-sur-Vesle (11 novembre)

#### Pertes du bataillon
- 2 039 officiers, sous-officiers et chasseurs ont été tués durant la Première Guerre mondiale.

## Personnalités ayant servi au3eBCP
- André Le Troquer (homme d'État)
- Georges Baumont était sergent lors de la mobilisation en 1914.
- Paul Soutiras (1893-1940)
- Jean-Marie Aron Lustiger (1926-2007), cardinal-archevêque de Paris, y a fait ses classes en 1950.